# Dioon holmgrenii
Dioon holmgrenii är en kärlväxtart som beskrevs av De Luca, Sabato och Vásq. Torres. Dioon holmgrenii ingår i släktet Dioon och familjen Zamiaceae. IUCN kategoriserar arten globalt som starkt hotad. Inga underarter finns listade i Catalogue of Life.

## Bildgalleri

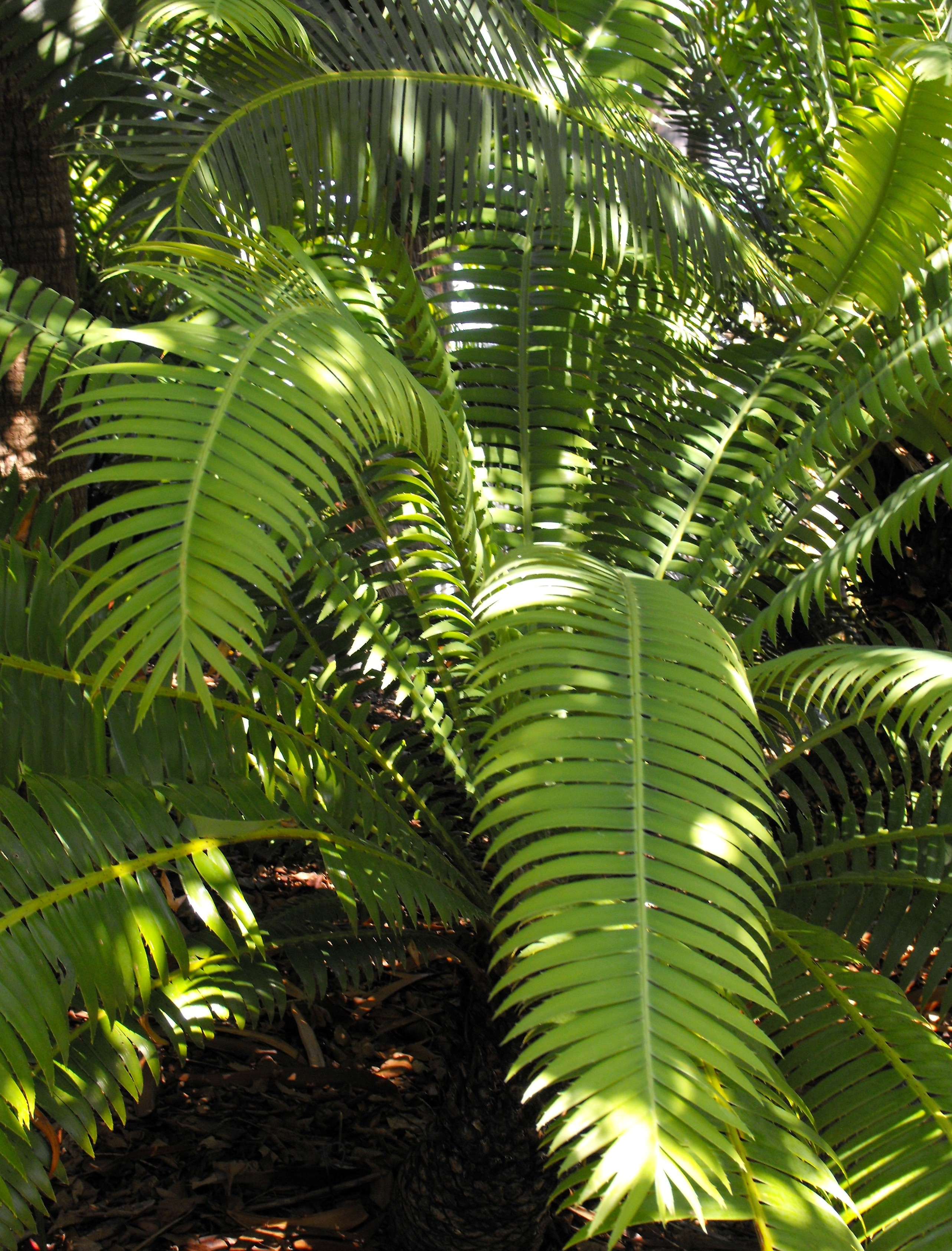